# Álvaro Ríos Poveda
Alvaro Ernesto Rios Poveda (Cali, 3 de febrero de 1974) es un ingeniero electrónico colombiano, destacado en el mundo de la Biónica,Emprendedor, Conferencista y Catedrático Universitario de Mecatrónica y Biomédica. Es pionero en el Desarrollo de Prótesis Mioeléctricas con Retroalimentación Sensorial, uno de los avances más importantes en el campo de las prótesis de miembro superior. Desarrollador de la Mano Artificial C-Hand™,  una Prótesis Biónica con Control por Gestos y Retroalimentación Sensorial. Sus trabajos han sido referentes para el diseño y elaboración de Tecnologías Biónicas alrededor del mundo

## Niñez
Despertó su curiosidad sobre el tema de la Biónica desde su niñez, al ver la serie de TV “El hombre nuclear, En estados Unidos transmitida como “The six million dollar man”, en la cual se reemplazaba con Sistemas Biónicos varios miembros de un astronauta después de sufrir un accidente.

## Educación
Ingeniero Electrónico de la Pontificia Universidad Javeriana,  Maestría en Ingeniería Biomédica, Universidad Simón Bolívar y EMBA (ISEAD). Desde el comienzo de su carrera profesional empezó a trabajar en el área de Sistemas Biónicos y Prótesis Neurales.

## Carrera

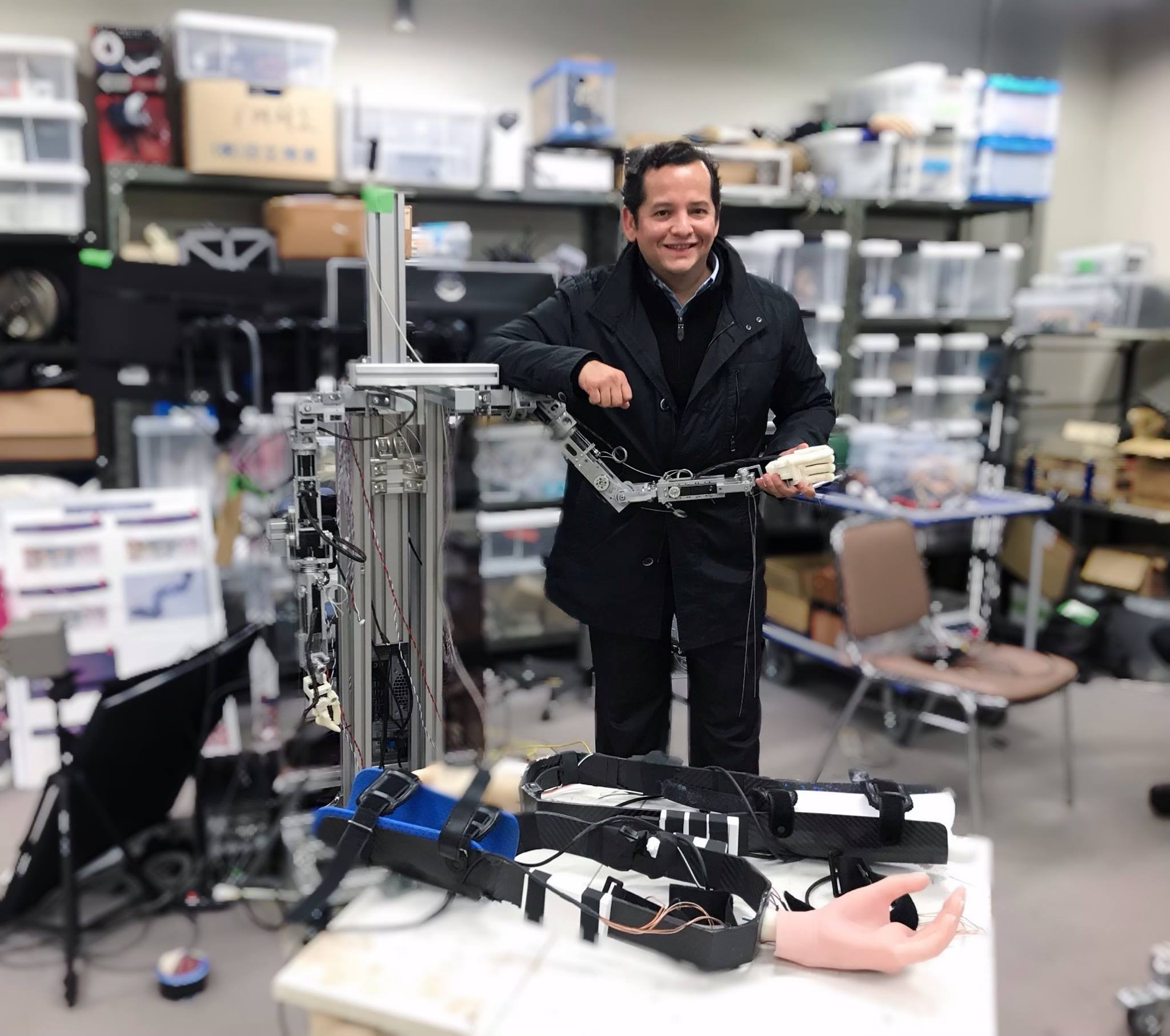
Álvaro Rios Poveda, desarrollando Sistemas Biónicos en la Universidad The University of Electro-Communications, Japón, 2019.

Álvaro Ríos Poveda, docente universitario de pregrado y postgrado en varios países, siendo muy joven empezó su interés por ayudar a personas con limitaciones motrices. Desde el año 1996, ha venido desarrollando un Sistema Protésico que permita a los pacientes mayor funcionalidad y accesible en los países en vía de desarrollo.
Según Ríos: "Las extremidades protésicas que pueden controlarse con el pensamiento son una gran promesa para los discapacitados, pero sin la retroalimentación de las señales que regresan al cerebro, puede ser difícil alcanzar el nivel de control necesario para realizar movimientos precisos. Al conectar un sentido del tacto de una mano mecánica directamente al cerebro, puede lograrse una restauración de la función del miembro amputado por medio de las prótesis de manera casi natural". Por esta razón comienza desde muy temprano a desarrollar una solución para este problema.  
En 1997 desarrolló el primer Sistema de Retroalimentación Sensorial para Prótesis el cual fue presentado en el World Congress on Medical Physics and Biomedical Engineering 1997 en Niza, Francia). Más Adelante pública el trabajo:  Myoelectric Prostheses with sensorial feedback, presentado en MEC '02 The Next Generation.
Hoy sus trabajos están orientados a controlar de una manera más natural las prótesis, por medio de Inteligencia Artificial, Machine Learning, Control Neural y Gesturas.

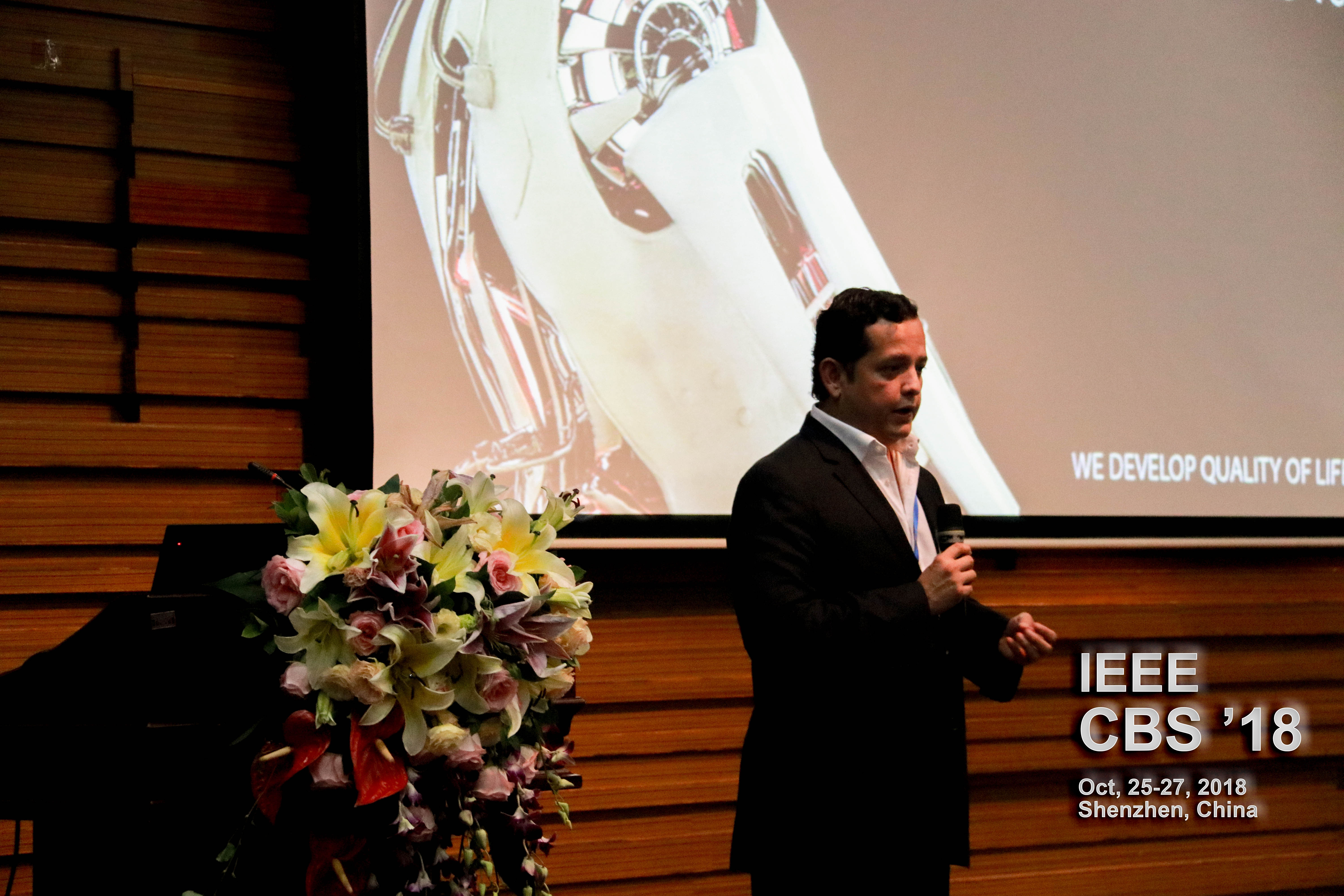
Rios, presentando su investigación sobre prótesis multiarticuladas, en CBS 2018- IEEE International Conference on Cyborg and Bionic Systems From 25 Oct, 2018 en Shenzhen Institute of Advanced Technology, Chinese Academy of Sciences, China.

Álvaro Ríos, es miembro de la  IEEE (IEEE es la organización profesional técnica más grande del mundo dedicada al avance de la tecnología en beneficio de la humanidad).  Miembro cofundador de la Asociación Colombiana de Ingeniería Biomédica (ABIOIN), Miembro del Comité de Publicaciones de la IFMBE (International Federation of Medical and Biological Engineering). Como referente en el campo de las prótesis, Rios es el único latinoamericano que ha participado todos los años desde el inicio de la  Conferencia Internacional sobre Sistemas Cyborg y Biónicos (CBS IEEE International Conference on Cyborg and Bionic Systems).  En 2017 participó como invitado en el CBS 2017.  En el 2018 en Shenzhen (China) fue como representante de la región con una conferencia sobre Prótesis de Miembro Superior. En el CBS2019 en Múnich, Alemania, fue como representante de todo el continente con una conferencia sobre Retroalimentación Sensorial para Tecnologías de Asistencia. Es delegado como Presidente para América de la Conferencia CBS2020.  
Su labor lo ha llevado a trabajar de la mano de la Organización Mundial de la Salud (OMS), siendo parte del capítulo GATE (Global Cooperation on Assistive Technology, por sus siglas en inglés). Haciendo realidad su sueño desde la adolescencia de brindar calidad de vida y bienestar a las personas con discapacidad.
En la actualidad Álvaro Ríos dirige  Human Assistive Technologies (HAT) un proyecto que cuenta con el apoyo de la Comunidad Científica Internacional y está considerada como una de las primeras  empresas Latinoamericanas de Biónica, compitiendo en mercados liderados por Alemania y EE. UU. HAT que se fundó con el ánimo de buscar una solución a la falta de acceso a la tecnología  de los amputados en los países en vía de desarrollo, actualmente con sede en Ciudad de México.
Álvaro es un visionario que con sus desarrollos ha sido reconocido dentro del Top 10 del mundo en el sector de E-health y Smart Cities en Hack-Osaka 2021- Japón y finalista en el Global Innovation Forum 2021 (GIF 2021) en Japón.

## Distinciones
- Medalla Santiago de Cali en Grado Cruz de Oro  (Concejo de Cali 2022)
- Alpha StartUp (ALpha 2016)
- Bristol Honor 2014